# Raorchestes nerostagona
Raorchestes nerostagona es una especie de anfibio anuro de la familia Rhacophoridae.

## Distribución geográfica
Esta especie es endémica del distrito de Wayanad en el estado de Kerala, India. Se encuentra a unos 1000 m sobre el nivel del mar en el sur de Ghats occidentales.

## Descripción
Raorchestes nerostagona mide aproximadamente 34 mm para los machos. Su parte posterior es de color marrón claro con manchas de color verde oscuro y marrón rojizo de diferentes tamaños. Los flancos son de color negro azulado con manchas vermiculadas de color marrón. Su vientre es blanquecino con manchas marrones, gris claro o amarillo. Sus labios son blancos con rayas oscuras.

## Etimología
El nombre de la especie, del griego nero, "agua" y de stagona, "caer", se refiere a su grito de llamada que se asemeja a la lluvia que cae al agua.

## Publicación original
- Biju & Bossuyt, 2005: A new species of frog (Ranidae, Rhacophorinae, Philautus) from the rainforest canopy in the Western Ghats, India. Current Science, vol. 88, n.º 1, p. 175-178[4]